# Registerkort

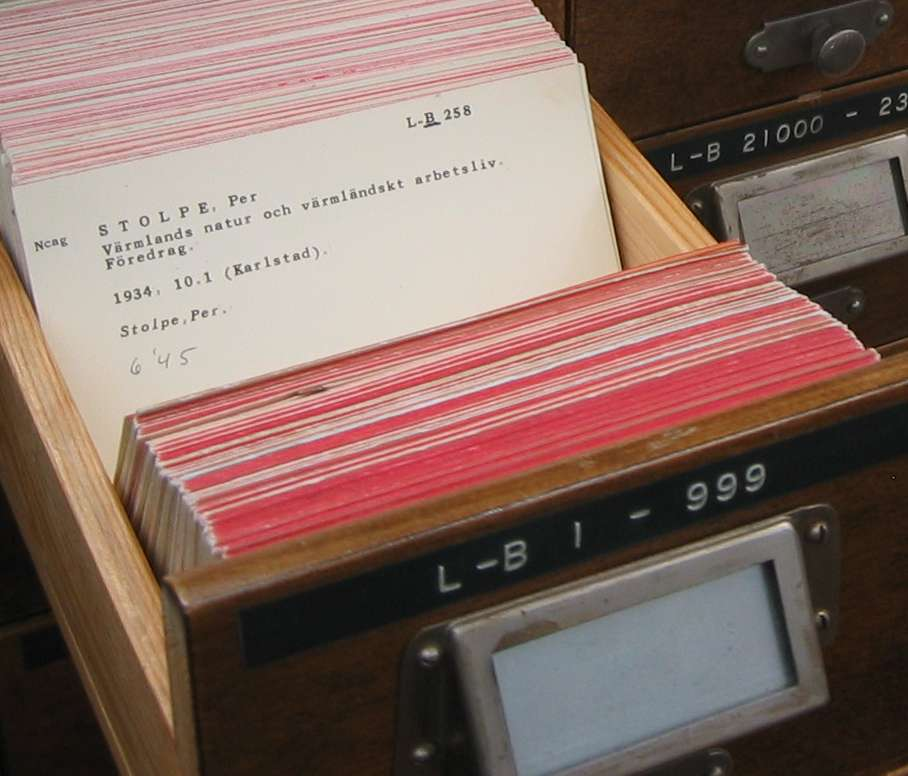
Ett registerkort i en bibliotekskortskatalog. Denna typ av katalogisering har för det mesta ersatts av datorisering.

Ett registerkort (eller indexkort) ingår i ett kartotek och är ett slags kort med information vilket i sig kan bestå av materialet cardstock, ibland laminerat. Registerkortet utgör en del av en analog databas d.v.s. en fysisk databas vilket var vanligare under en tid innan ADB samt digitaliseringen. En samling av sådana kort fungerar antingen som, eller hjälper till att skapa, ett register eller ett s.k. index för effektiv uppslagning av information (såsom en bibliotekskatalog). Detta system sägs ha uppfunnits av Carl von Linné, omkring 1760.